# Tractat de Wedmore

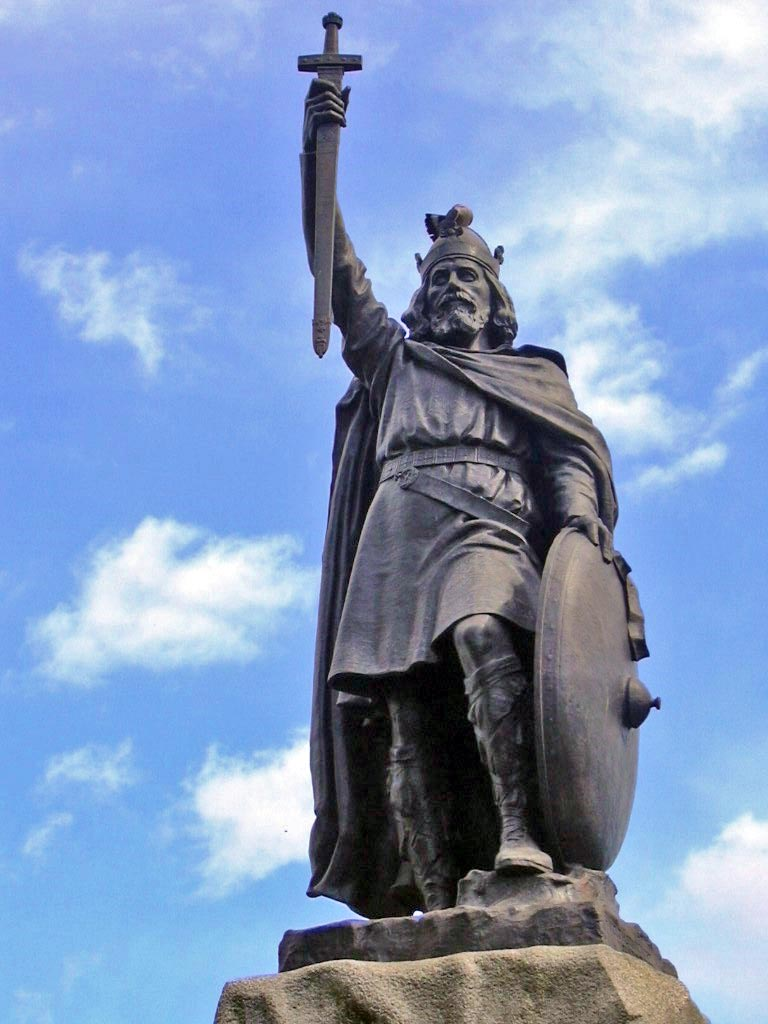
Estàtua d'Alfred el Gran a Winchester

El tractat de Wedmore o Pau de Wedmore (Peace of Wedmore) és un terme usat pels historiadors per a un esdeveniment citat pel monjo Asser en la seva Vida d'Alfred assenyalant que en l'any 878 el líder Viking Guthrum va ser batejat i va acceptar Alfred el Gran com a pare adoptiu. L'any 878 el rei Alfred el gran va vèncer un exèrcit viking comandat per Guthrum a la batalla d'Edington. Guthrum va estar d'acord amb marxar de Wessex i els historiadors suposen que va existir un "Tractat de Wedmore" (de vegades anomenat el "Tractat de Chippenham") que no es conserva.